# Lindsey Stirling
Lindsey Stirling (Santa Ana, California, 21 de septiembre de 1986) es una violinista, cantante, música, bailarina, artista de performance, editora y compositora estadounidense. Presenta actuaciones de violín coreografiadas, tanto en directo como en vídeos musicales que se encuentran en su canal oficial de YouTube, que creó en 2007.
Interpreta una variedad de estilos musicales, de la música clásica al pop y del rock a la música electrónica de baile. Aparte de su trabajo original, su discografía contiene versiones de canciones de otros músicos y varias bandas sonoras. Su vídeo musical, «Crystallize» finalizó en la posición número 8 de los vídeos más vistos en 2012, y su cover de «Radioactive» junto con Pentatonix ganó en la categoría de «Respuesta del año» en los primer YouTube Music Awards en 2013. En agosto de 2014, logró vender mundialmente un millón de sencillos. A partir del 30 de septiembre de 2017, su canal de YouTube Lindseystomp superó los 12.3 millones de suscriptores y más de 2 mil millones de visitas totales.
Ha sido nombrada por la Revista Forbes en su lista «30 Under 30 In Music: The Class Of 2015». Forbes anota, en dicha lista, su posición dentro de los cuartos de final en la temporada 5 de America's Got Talent en 2010, su posición en el número 2 en la lista estadounidense Billboard 200 por su segundo álbum Shatter Me en 2014 y sus 10 millones de suscriptores en YouTube.
El álbum de debut homónimo de Stirling fue un éxito comercial en Europa, vendiendo 200 .000 copias en Alemania, ganando una certificación platino; tres certificaciones adicionales otorgadas en Austria, Suiza y Polonia. El álbum de debut fue nominado para los Billboard Music Awards de 2014 en la categoría de Top Dance/Electronic Albums. El segundo álbum de Stirling, Shatter Me, ganó los Billboard Music Awards de 2015 por Top Dance/Electronic Albums.
El 5 de diciembre de 2023 contribuyo con algunas canciones en el juego Beat Saber Con la canción de: Heavy Weight cual no contiene su video original.
Y el 4 de junio de 2024 salió: Untamed el cual es parte de su nuevo álbum Duality
Los fans del juego han dicho que el ost 6 con la canción Heavy Weight fue muy bueno lo cual provocó que Lindsey Stirling fuera convocada para otra entrega en el ost 7 con Untamed.

## Primeros años
Describió su niñez como criada en una casa modesta y declaró: «No cambiaría mi humilde infancia por nada más». Debido a las limitaciones financieras de su familia, sus padres sólo podían darse el lujo de encontrar una maestra de violín que le diera media lección. Dijeron por los instructores que «un niño no va a aprender a tocar en 15 minutos a la semana», sus padres persistieron, y a los cinco años comenzó a tomar clases de violín.
Viviendo en Gilbert, Arizona, Stirling asistió a Greenfield Junior High, ya los dieciséis años, Stirling asistió a Mesquite High School y se unió a cuatro amigos en una banda de rock llamada Stomp on Melvin. Como parte de su experiencia con el grupo, Stirling escribió una canción de violín en solitario, y su actuación la ayudó a ganar el título estatal de la «Junior Miss» de Arizona y reclamar el Premio Spirit en la final de la competencia «America's Junior Miss». Stirling también fue miembro de Charley Jenkins Band por alrededor de un año.

## Carrera

### Primeros años
Desde temprana edad, Stirling tenía una fascinación por la danza, y deseaba tomar tanto lecciones de baile como de violín. En una entrevista con NewMediaRockstars, ella dijo: «... desde que era un niña, siempre he deseado poder bailar, pero mis padres me dijeron: "Tú puedes elegir el violín o puedes elegir bailar, pero no podemos permitirnos los dos", y yo elegí el violín, así que esto es una especie de cumplimiento, es divertido decirlo, pero eso es algo que siempre he querido hacer».
Stirling registró su canal de YouTube el 20 de mayo de 2007, bajo el nombre de usuario lindseystomp.

### 2010-2012:America's Got Talenty álbum debut de estudio
En 2010, a la edad de 23 años, fue la cuarta finalista en la temporada cinco de America's Got Talent, donde fue descrita como «violinista de hip hop». Ella impresionó a los jueces de America's Got Talent, no solo mezclando hip-hop, pop y música clásica en el violín, sino incorporando el baile con tocar el violín, lo que también hace en sus giras y vídeos musicales oficiales. En un chat en vivo, explicó: «Es muy poco natural bailar mientras toco el violín. Tuve que practicar tan duro para aprender a hacerlo, pero ahora es parte de mi expresión y viene naturalmente. Conozco una canción perfectamente antes de que pueda empezar a moverme. Una vez que conozco una canción muy bien, entonces puedo divertirme bailando». No sólo en sus actuaciones, sino también con su música, el baile hizo un gran impacto: «Me encantó la música de baile así que empecé con eso y escribí "Transcendence", "Electric Daisy" y "Spontaneous Me"».
Sus actuaciones fueron calificadas de "electrizantes" por los jueces y ganaron la aclamación de la audiencia, pero después de intentar subir el nivel de baile en su actuación de cuartos de final, el juez Piers Morgan le dijo: «Tú tienes talento, pero no eres lo suficientemente buena, yo no creo que consigas ir lejos con volar por los aires e intentar tocar el violín al mismo tiempo». Sharon Osbourne comentó: «Necesitas estar en un grupo ... Lo que estás haciendo no es suficiente para llenar un teatro en Las Vegas». En su blog confesó: «Yo estaba devastada por los resultados... Fue doloroso, y un poco humillante, sin embargo, tuve que volver a aprender de dónde sacar mis fuerzas». Stirling decidió seguir adoptando su estilo único de actuación, promoviéndose en Internet. En una entrevista realizada en 2012, comentó: «Muchas personas me han dicho que mi estilo y la música que hago... no pueden ser comercializados, pero la única razón por la que tengo éxito es porque me he mantenido fiel a mí misma».
Poco después de su actuación en America's Got Talent, el director de fotografía Devin Graham la contactó con la esperanza de colaborar en un vídeo de YouTube juntos. Ellos acordaron grabar un vídeo musical para su canción, «Spontaneous Me». Fue filmada la semana del 9 de mayo de 2011. El vídeo impulsó su popularidad, y comenzó a hacer vídeos de música para su canal de YouTube con regularidad. El canal de Stirling en YouTube, Lindseystomp, que creó en 2007 y que lleva el nombre de su primera banda Stomp on Melvin, es el principal repositorio de sus vídeos musicales. Durante 2011, el canal rápidamente ganó popularidad y tiene más de 1.500 millones de visitas totales y más de ocho millones de suscriptores, a partir de octubre de 2016. Su música aparece en Pandora, Spotify, and Last.FM. Stirling también creó un segundo canal de YouTube, LindseyTime, en septiembre de 2012, en el que publica videos relacionados con su vida, vlogs, contenido detrás de cámaras, etc.

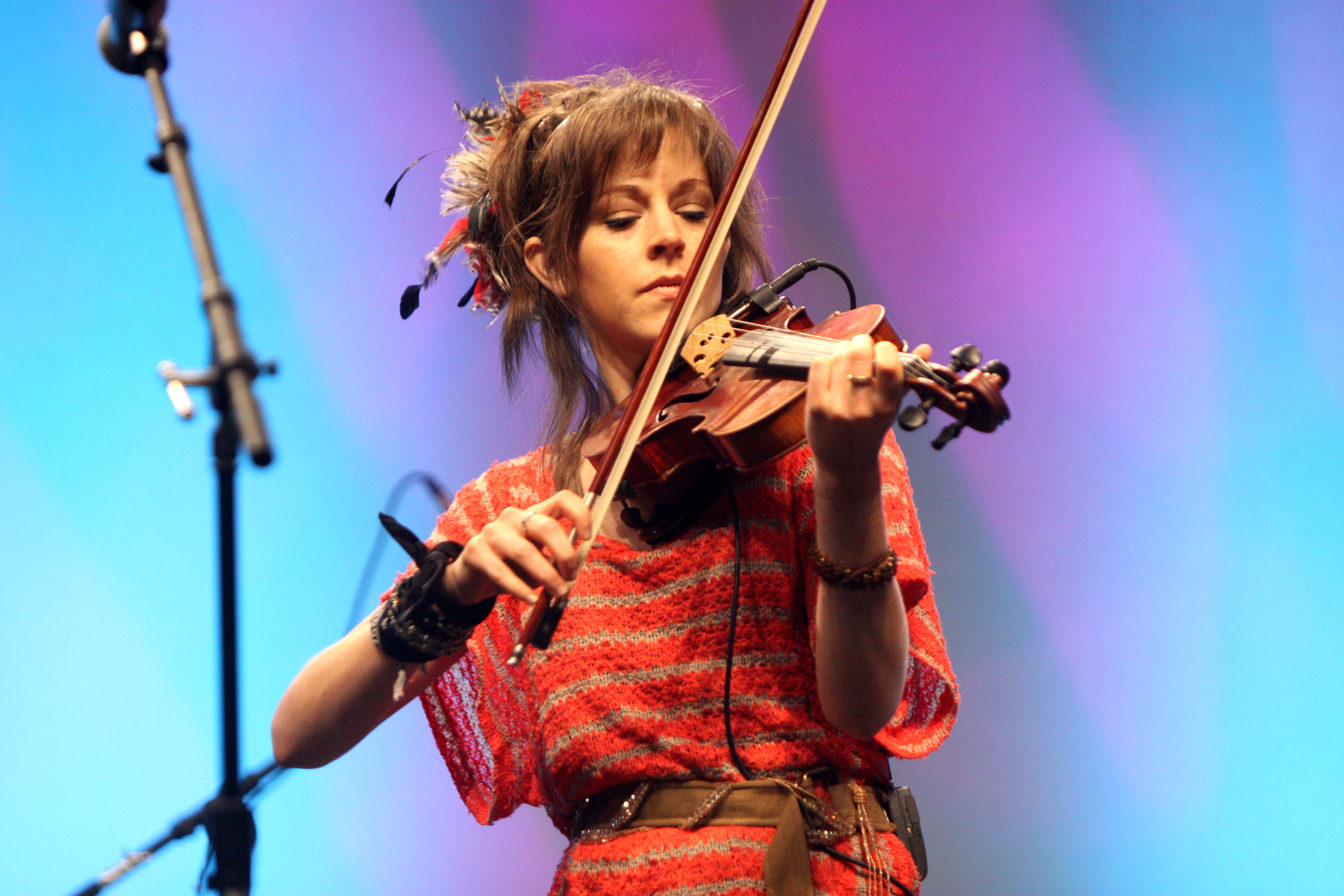
Stirling en VidCon en 2012

Stirling ha experimentado en la combinación de tocar violín con hip-hop y dubstep. Las colaboraciones de Stirling con otros músicos y cantantes han incluido a Shaun Barrowes («Don't Carry It All» – The Decemberists), Jake Bruene y Frank Sacramone («Party Rock Anthem» – LMFAO), Tay Zonday («Mama Economy»), Peter Hollens («Skyrim», «A Thousand Years», «Game of Thrones» y «Star Wars»), Lzzy Hale («Shatter Me»), Alisha Popat («We Found Love»), John Allred ("Tomb"), Amiee Proal ("A Thousand Years"), Megan Nicole ("Starships"), The Piano Guys ("Mission Impossible"), Debi Johanson («River Flows in You», «Phantom of the Opera»), Sam Tsui («Heads Up»), Tyler Ward («I Knew You Were Trouble», «Thrift Shop»), Kurt Hugo Schneider («Pokemón Dubstep Remix» y «A Thousand Years»), John Legend («All of Me»), Chester See («I Knew You Were Trouble»), y Pentatonix («Radioactive», «Papaoutai»). También ha colaborado con la orquesta de Salt Lake Pops y Alex Boye. El álbum de debut homónimo de Stirling fue lanzado el 18 de septiembre de 2012 en conjunción con una gira norteamericana ese mismo mes.
En diciembre de 2012, YouTube anunció que la canción de Stirling, «Crystallize», fue el vídeo número ocho de 2012 con más de 42 millones de visitas.

### 2013–2014: Primera gira mundial yShatter Me
El 22 de abril de 2013, se anunció que el gerente de Lady Gaga (Troy Carter) firmó un acuerdo con Stirling después de estar impresionado por su ascenso en los medios de comunicación. «Al mirar los números, automáticamente se podía ver que esta chica sabía cómo mover la aguja y entendió que YouTube era un lugar para involucrar a los fans tanto en línea como fuera de línea», dijo Carter. Stirling, que antes se había negado a trabajar con otras compañías de gestión, explicó su nuevo acuerdo con Carter: «Pero con Atom Factory, estaban al día en cosas actuales y probaban cosas nuevas todo el tiempo, y me sentía tan creativamente viva cuando me encontré con ellos».
El 21 de junio, Stirling recibió su primera certificación dorada para su álbum, Lindsey Stirling, en Alemania y en el próximo mes, obtuvo certificaciones doradas de Suiza y Austria. El 2 de agosto de 2013, Billboard anunció que el álbum de estudio de Stirling había vendido más de 158.000 copias en los Estados Unidos y que ella era el segundo artista más vendido en las listas de crossover clásico en 2013, detrás del álbum Passione de Andrea Bocelli.
En junio de 2013, se presentó en Miss Suiza, y en julio se unió a Nathan Pacheco, la Orquesta en la Plaza del Templo y el Coro del Tabernáculo Mormón en el Centro de Conferencias LDS de 21 .000 asientos en Salt Lake City, Utah para su concierto anual del Día del Pionero. Stirling también anunció sus primeras fechas de gira en Australia, Corea del Sur y Japón. El canal de YouTube de Stirling llegó a tres millones de suscriptores el 31 de agosto y el 4 de septiembre, después de casi un año de gira, completó su primera gira mundial con su última aparición en Londres. El 12 de septiembre, Stirling se presentó en la gala benéfica Dreamball 2013 en el Ritz Carlton de Berlín, Alemania. Dos semanas más tarde, Stirling anunció en su sitio web oficial que había comenzado a hacer su segundo álbum.
En octubre de 2013, Stirling anunció que participaría en la tercera temporada de Dance Showdown, una serie web de competición de baile creada por DanceOn en la que el ganador recibe 50.000 dólares. Stirling fue la segunda de tres finalistas, pero no ganó los cincuenta mil dólares a pesar de recibir aclamación de la crítica en sus tres actuaciones con su compañero Anže Škrube. Uno de los tres jueces, Laurieann Gibson, clasificó su segundo desempeño como «uno de los mejores» en Dance Showdown y el último como el mejor que había visto.
Casi un año después de su lanzamiento oficial, el álbum de estudio autotitulado de Stirling fue reeditado el 29 de octubre de 2013, como una exclusiva versión de lujo con versiones recién grabadas y remixes de sus canciones más conocidas como «Crystallize», «Elements» y «Transcendence». Target llevó cuatro pistas de bonificación, mientras que todos los demás minoristas tenían dos pistas adicionales. Stirling vendió 10.000 copias de su álbum de la versión extendida en la primera semana de ventas, que era un expediente para ella, y su álbum mientras que alcanzó el pico del No. 79 al No. 23, convirtiéndose en su posición más alta en Billboard 200. Días antes, se había presentado en Conan el 24 de octubre.
El 3 de noviembre de 2013, la versión de Stirling y Pentatonix de «Radioactive» ganó un YouTube Music Award en la categoría Respuesta del Año. Stirling también se presentó durante el evento en directo. El 16 de diciembre, Stirling anunció las primeras fechas de gira en Canadá y Estados Unidos en su 2014 World Tour; algunas ventas pre-vendidas se agotaron después del primer día de venta y el primer concierto para ser vendido fue en Portland, Oregón, el 29 de enero.
Stirling apareció en varias listas de fin de año de Billboard de 2013; notablemente el puesto 3 en Classical Album Artists, número 2 en Classical Albums, y número 3 en Dance/Electronic Albums (ambos por Lindsey Stirling).
A principios de 2014, el álbum homónimo de Stirling alcanzó el oro en Polonia, recibió su primera certificación de platino en Alemania y más tarde en Austria. Stirling recibió su primera certificación de oro del RIAA el 4 de febrero por su sencillo «Crystallize». El 26 de febrero, Stirling lanzó por primera vez su álbum debut en Francia, que entró en el número 17 vendiendo 4.900 copias en su primera semana de ventas. El 5 de marzo, Stirling realizó tres conciertos en El Plaza Condesa en la Ciudad de México, siendo su primera vez en Latinoamérica.

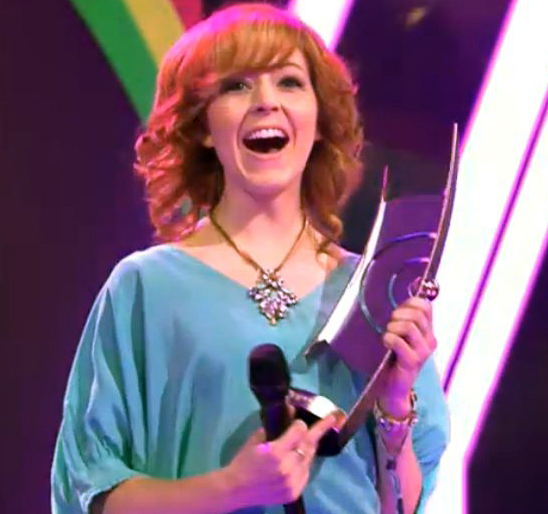
Stirling con su Premio Echo por Crossover Nacional/Internacional, marzo de 2014

En 2014, Stirling fue nominado para el premio Echo de música en dos categorías: Crossover Nacional/Internacional y Novato Internacional, recibiendo el premio Crossover Nacional/Internacional el 28 de marzo.
El 12 de marzo de 2014, Stirling publicó un vídeo anunciando su segundo álbum de estudio, Shatter Me, que saldría en mayo. También creó una cuenta de PledgeMusic donde los consumidores podían comprar su nuevo álbum, firmado o no, y también artículos exclusivos, como carteles firmados, vídeo personalizado e incluso llamadas de Skype con Stirling. Al final del primer día, el CD Shatter Me firmado ya estaba agotado. El 25 de marzo, Stirling lanzó oficialmente su primer sencillo de Shatter Me, titulado «Beyond the Veil», junto con su vídeo musical. El 3 de abril, Stirling anunció que colaboró con Owl City para su quinto álbum. La canción, «Beautiful Times», fue lanzado el 8 de abril.
El 23 de abril de 2014, Stirling lanzó el segundo sencillo de su próximo álbum: «Shatter Me». La canción, la pista del título del álbum, acumuló 1,3 millones de visitas en su primer día en línea. El álbum fue lanzado en Estados Unidos el 29 de abril y en Europa el 2 de mayo. En Estados Unidos, el álbum vendió 56.000 copias en su primera semana y alcanzó el segundo lugar en el Billboard 200, convirtiéndose en la mayor semana de ventas de Stirling. En Europa, Shatter Me también fue un éxito comercial al alcanzar el Top 5 en Suecia y Alemania y también alcanzó el primer lugar en Austria. El 18 de mayo, Stirling asistió a los Billboard Music Awards de 2014 donde su álbum debut había sido nominado en la categoría «Mejor Álbum Electrónico/Dance». Stirling también interpretó su primer sencillo «Beyond the Veil» durante la ceremonia.
El 13 de mayo de 2014, Stirling realizó en San Diego, el primer espectáculo de su segunda gira mundial, que consistió en 77 espectáculos en total, 48 en América del Norte y 29 en Europa. Esta gira mundial fue en apoyo de su nuevo álbum Shatter Me y la tripulación consistía en Jason Gaviati y Drew Steen (quienes habían sido parte de su primera gira mundial), además de la adición de dos nuevos bailarines: Stephen Jones y Pter Styles y el coreógrafo Anže Škrube.
El 2 de julio, Billboard publicó que el segundo álbum de estudio de Stirling, Shatter Me , había sido el tercer álbum de dance/electrónico con más ventas en la primera mitad del año (119.000) sólo detrás de Random Access Memories de Daft Punk y Artpop de Lady Gaga. En la misma lista, el primer álbum de estudio de Stirling fue el sexto lugar con 108.000 copias vendidas en la primera mitad de 2014. El 27 de julio, el sencillo éxito de Stirling , «Crystallize»,alcanzó 100 millones de visitas, siendo el primer vídeo de Stirling en hacerlo. Seis días después, el 2 de agosto, Stirling publicó en su cuenta de Twitter que había sido nominada para su primer Teen Choice award. El 6 de agosto, Stirling regresó después de cuatro años a America's Got Talent para presentarse como anfitriona, junto con Lzzy Hale su sencillo «Shatter Me».
En agosto, se reveló que Stirling sería parte de dos colaboraciones. El primero fue revelado el 13 de agosto, y fue sobre Stirling colaborando por segunda vez con el grupo a capela, Pentatonix para su tercer álbum de estudio PTX, Vol. III sobre la canción «Papaoutai» de Stromae. La segunda colaboración se reveló nueve días después, el 22 de agosto, cuando se anunció que Stirling había sido parte de una canción con la cantante Jessie J para su próximo álbum Sweet Talker. El 29 de septiembre, Stirling anunció que se uniría al tenor Andrea Bocelli para su gira por el Reino Unido e Irlanda en noviembre de 2014. El 4 de octubre, Stirling comenzó la etapa europea de su segunda gira mundial actuando en Finlandia, con el apoyo de su álbum Shatter Me. El 24 de noviembre, Stirling amplió su gira al año de 2015 agregando fechas en América del Norte y Oceanía. Ese mismo día Stirling se presentó en The Today Show para promocionar su álbum interpretando «Roundtable Rival». El 5 de diciembre, Stirling se presentó en el Video Game Awards.
En las listas de Fin de Año de Billboard de 2014, Stirling alcanzó las categorías de Classical Albums con Shatter Me y Classical Album Artist. Su segundo álbum de estudio también apareció décimo en las listas de finales de año de álbumes independientes y cuarto en Dance/Electronic Albums. Stirling tuvo la segunda posición en Dance/Electronic Album Artists, quinto en las listas de artistas independientes y Top Dance/Electronic Artists.

### 2015–presente:The Only Pirate at the Party,Brave EnoughyDancing with the Stars
El 9 de enero de 2015, Stirling apareció en la lista de Forbes «30 Under 30» como uno de los pocos músicos que figuran en el top treinta de celebridades reconocidas menores de treinta años. El mismo día, Billboard anunció que Shatter Me y Lindsey Stirling habían alcanzado la primera y segunda posición como los álbumes dance-electrónicos más vendidos en 2014. El 7 de febrero de 2015, Stirling se presentó en el 17.º Concierto Anual de la Fundación Grammy. Unos días más tarde, Stirling anunció que la televisión pública estaría transmitiendo sus presentaciones de Londres bajo el nombre Lindsey Stirling: Live from London, a partir de marzo. Más tarde se señaló que los espectáculos también se trasmitirían en los Estados Unidos.
El 2 de marzo, se anunció que Stirling había ganado un YouTube Music Award entre otros cuarenta y nueve artistas. Los cincuenta artistas seleccionados fueron los que más crecieron en puntos de vista, suscriptores y participaciones en los últimos seis meses. Este es el segundo YouTube Music Award de Stirling. El 23 de marzo, los YouTube Music Awards de 2015 fueron transmitidos en línea, con trece artistas seleccionados que lanzan vídeos musicales originales. Stirling lanzó el vídeo musical de «Take Flight». El 26 de marzo, Stirling participó en los Premios Echo de 2015, donde ganó la categoría de «Mejor Acto de Crossover» por segundo año consecutivo. Stirling también se presentó en los Premios Echo con el artista Andreas Bourani. El 7 de abril, se anunciaron los nominados a los Billboard Music Awards de 2015 y Stirling fue mencionada en dos categorías: Mejor Artista de Dance/Electrónico y Mejor Álbum de Dance/Electrónico, por su álbum Shatter Me. Stirling ganó la última categoría, siendo su primer Billboard Music Award. El 4 de mayo, un sencillo del álbum Fearless de Marina Kaye fue lanzado bajo el título «Sounds Like Heaven», con Stirling. Un día después una colaboración entre Stirling y Joy Enríquez fue lanzada en iTunes.
El 1 de julio, al ser entrevistada por Billboard en Nueva York, Stirling anunció que cuando su gira actual terminara en agosto comenzaría a trabajar en su tercer álbum de estudio: «Tan pronto como terminemos esta gira, a mediados de agosto, voy a saltar directamente al estudio, es muy emocionante y también es aterrador empezar a pensar en un nuevo álbum de nuevo. Pero estoy honestamente tan emocionada de ver a dónde va. Tengo un montón de ideas sobre las direcciones que podría ir, y estoy muy emocionada de ver de qué manera podría ir. Pero la verdad es que no sé a dónde irá!»
En su edición del 22 de julio, la revista Variety clasificó a Stirling en el undécimo lugar en su Clasificación Digital de Estrellas, que clasifica a las doce estrellas principales en el mundo digital. También se estimó que el ingreso anual de anuncios de Stirling era de 364.000 USD. El 8 de agosto de 2015, Stirling lanzó su primer vídeo álbum bajo el nombre de Lindsey Stirling: Live from London, que incluyó parte de su «Shatter Me World Tour (The Music Box World Tour)».
A finales de diciembre de 2015, Stirling ganó su primera entrada al Billboard Hot 100 de los Estados Unidos con «Hallelujah» debutando en el número 81 fechado el 9 de enero de 2016 y alcanzando el número uno en el Hot Christian Songs Chart, siendo su primer sencillo con un buen rendimiento en las listas.
En enero de 2016, la autobiografía de Stirling fue lanzada bajo el nombre de The Only Pirate at the Party, que más tarde llegaría a la décima posición en la lista de best sellers de no ficción del The New York Times. Tres días más tarde, una colaboración entre Stirling y el DJ y productor sueco Otto Knows fue lanzada bajo el título «Dying for You», con su vídeo oficial estrenado el primero de febrero.
En junio de 2016, Stirling anunció su nuevo álbum de estudio Brave Enough, que debía estrenarse el 19 de agosto de 2016. Poco después, subió un nuevo video musical «The Arena» a su canal principal. Después de su lanzamiento, Brave Enough debutó en el número uno en la lista de Dance/Electronic Albums de Estados Unidos y el número 5 en el Billboard 200, donde alcanzó su punto máximo.
En agosto de 2016, Stirling se presentó en la ceremonia de apertura de The International 2016, un torneo Dota 2 que tuvo el mayor premio en la historia de eSports.
En septiembre de 2017, Stirling fue anunciada como una de las celebridades que competirían en la temporada 25 de Dancing with the Stars, siendo emparejada con el bailarín profesional Mark Ballas. Stirling y Ballas lograron llegar a la final de la temporada, terminando en el segundo puesto.
En 2018, apareció en la pista «Hi-Lo», la tercera canción del cuarto álbum de estudio de Evanescence, Synthesis, y estuvo de gira con la banda en los Estados Unidos durante el verano de 2018.

## Autobiografía
El 21 de junio de 2015, Stirling anunció que en el transcurso de dos años y medio, había completado una autobiografía, The Only Pirate at the Party, publicado por Gallery Books. Coescrito por Brooke S. Passey, la hermana de Stirling, el libro fue lanzado el 12 de enero de 2016, y fue listado en el #10 en la lista de The New York Times de los libros más vendidos de no ficción para el 31 de enero de 2016.

El título para The Only Pirate at the Party debió su origen al diagnóstico de Stirling del dominio cruzado en el segundo grado, para el cual un remiendo del ojo fue prescrito. Ella se sentía incómoda con el tratamiento hasta que ella comenzó a fingir que era un pirata. Stirling se sintió intrigado por el estilo de vida pirata: 
«Los piratas no aceptan órdenes ni piden permiso... hacen lo que quieren, permítame que aclare si su madre le pide que haga los platos, no saque su actitud de pirata, pero si alguien le dice que usted no es lo suficientemente bueno, dice que sus sueños son demasiado elevados, o afirma que no hay espacio en el showbiz de un violinista bailarín — bueno, entonces, por todos los medios, saca tu parche, amigo mío, y ve a la alta mar».

## Filantropía
El 1 de octubre de 2013, Stirling se asoció con el Atlanta Music Project sin fines de lucro para ayudar a difundir la apreciación de la música a los niños que de otra manera no tendrían la oportunidad. La misión del Atlanta Music Project fue «inspirar el cambio social proporcionando a los jóvenes sub-servidos de Atlanta la oportunidad de aprender y tocar música en orquestas y coros». Para ello, Stirling puso a disposición dos camisetas de edición limitada de Lindsey Stirling/The Power of Music. El dinero recaudado de la venta de esas camisas fue directamente al Atlanta Music Project con el objetivo combinado de levantar lo suficiente para proporcionar entrenamiento de música para 50 niños.
El 22 de marzo de 2014, Stirling se unió al Cirque du Soleil para la segunda gira anua de One Night for One Drop en Las Vegas. La organización sin fines de lucro presentó el espectáculo en el Mandalay Bay Resort and Casino en celebración del Día Mundial del Agua, un día que anima a la gente a conservar los recursos hídricos en un esfuerzo por hacer que el agua potable sea accesible para todos.

## Vida personal
Stirling asistió a la Universidad Brigham Young (BYU) en Provo, Utah para estudiar la realización de películas. Más tarde sirvió como misionera en Nueva York para La Iglesia de Jesucristo de los Santos de los Últimos Días. Una historia que ella escribió sobre su misión fue publicada más adelante en la compilación Do Not Attempt in Heels: Mission Stories and Advice from Sisters Who've Been There. Stirling volvió a Provo en 2009 para continuar estudiando en BYU. Luego regresó a Arizona, en diciembre de 2012, para estar con su familia. En agosto de 2015, se graduó de la BYU Marriott School of Management con una licenciatura en ciencias en gestión de la recreación. Ella reside en Los Ángeles.
Por un corto tiempo, salió con el cineasta Devin Graham, quien había asistido a la misma universidad y la iglesia. Los dos comenzaron a salir poco después del rodaje de «Crystallize» y Graham se trasladó a Utah. Los dos han terminado desde entonces su relación profesional y personal.
Stirling ha hablado públicamente de su batalla con la anorexia. Ella descubrió su desorden mientras que trabajaba para un centro del tratamiento para jóvenes con problemas. Stirling dijo en una entrevista con Good Morning America que su canción «Shatter Me» era «en realidad mi historia de superar mi trastorno alimentario». La portada del álbum es una referencia a su lucha que muestra una «bailarina aparentemente perfecta en el centro de un globo de cristal agrietado». En 2013, Stirling fue presentado por la Iglesia SUD en su campaña «I'm a Mormon» en la que habló abiertamente sobre cómo su fe ayudó en su batalla durante la escuela secundaria y la universidad. OEl 25 de noviembre de 2014, interpretó y respondió a preguntas en un programa transmitido en vivo a jóvenes de LDS. Una grabación de vídeo de una hora del evento fue presentada en la página principal de LDS.org.
Stirling tiene una hermana, Brooke Passey.

## Miembros de la banda de las giras
- Drew Steen – Tambores, percusión (2012–presente)[129]
- Ryan Riveros – Teclados, samples (2021–presente)

### Antiguos miembros
- Jason Gaviati † – Teclados, samples (2012–15);[129] Gaviati murió el 21 de noviembre de 2015.[130]
- Kit Nolan – Teclados, samples (2015–2021)

## Discografía
- Lindsey Stirling (2012)[131]
- Shatter Me (2014)[132]
- Brave Enough (2016)[133]
- Warmer In The Winter (2017)
- Artemis (2019)
- Snow Waltz (2022)
- Duality (2024)

## Filmografía
| Año  | Título                           | Papel           | Notas                                           |
| ---- | -------------------------------- | --------------- | ----------------------------------------------- |
| 2010 | America's Got Talent             | Ella misma      | Cuarta finalista                                |
| 2015 | Breaking Through                 | Phelba          |                                                 |
| 2017 | Lindsey Stirling: Brave Enough   | Ella misma      | Documental                                      |
| 2017 | Dancing with the Stars           | Ella misma      | Concursante en la temporada 25                  |
| 2018 | The Outpost                      | Pock            | Temporada 1, episodio 6                         |
| 2018 | America's Got Talent             | Ella misma      | Artista invitada en la final de la temporada 13 |
| 2019 | Kally's Mashup                   | Fan de Mica 635 |                                                 |
| 2020 | S.A.L.E.M                        | Luna (voz)      | Piloto                                          |
| 2021 | Paltrocast con Darren Paltrowitz | Ella misma      | Temporada 4 episodio 14                         |
| 2022 | Un inesperado cuento de navidad  | Ella misma      | Película para televisión Hallmark               |

## Giras

### Gira de 2012–2013-2014
La primera gira de Stirling duró casi un año con 122 fechas alrededor de Norteamérica, Europa, Asia, Australia y México. The Lindsey Stirling Tour comenzó tres días antes del lanzamiento del CD de su primer álbum, Lindsey Stirling. Su gira comenzó en 2012 con fechas en América del Norte dentro de los Estados Unidos y Canadá. A principios de 2013, Stirling continuó su gira por Europa como una «test tour». Su etapa oficial europea arrancó en Rusia el 22 de mayo de 2013. En agosto de 2013, continuó su gira, agregando fechas alrededor de Asia y Australia para así terminar con México en marzo del 2014. Terminando su gira, Stirling agregó una última fecha en el Reino Unido el 4 de septiembre de 2013. Los espectáculos fueron un éxito en que 46 fechas se agotaron, y en Ticketmaster.com la audiencia dio una calificación a la gira de 4,8 de 5 estrellas.

### Gira de 2014–2015
En 2014 y 2015, Stirling interpretó el Shatter Me World Tour y The Music Box Tour. La gira de Lindsey Stirling en el norteamericano y europeo de 2014 consistió en la presentación de 77 espectáculos en un lapso de cinco meses. Hasta 2015, Stirling había hecho 67 actuaciones en cinco continentes. Recorrió América del Norte, Europa, Asia, Oceanía y Sudamérica, siendo su primera vez en presentar un espectáculo en este continente. En diciembre de 2014, se confirmó que más de 200.000 personas habían asistido a los espectáculos de Stirling, más de la mitad de ellos procedentes del continente europeo.

### Gira de 2016–2017
Después de 9 meses de descanso para grabar un nuevo álbum, Brave Enough, el cual fue lanzado el 19 de agosto de 2016, Stirling volvió a salir de gira. Su «Summer Tour» de mediados de 2016 consistió en más de 20 fechas en Norteamérica, incluidos varios festivales de música populares en Estados Unidos y Canadá, que finalizaron a principios de agosto de 2016. Después de un par de semanas, Stirling comenzó su gira en apoyo de su álbum Brave Enough. Continuó en toda Europa y América Latina con su último show en Guadalajara, México.

### Synthesis Tour
Stirling y Evanescence anunciaron que encabezarían conjuntamente la segunda etapa del Synthesis Tour de Evanescence. También fueron acompañados por una orquesta completa.

### Gira de 2023
En abril Stirling anunció mediante su página web y sus redes sociales su gira de verano con actuaciones en Puerto Rico, Europa (España, Francia, Grecia, Polonia y Alemania), Oriente Medio (Turquía e Israel) y Estados Unidos.

## Premios y nominaciones
| Año  | Premio                   | Categoría                                          | Trabajo                        | Resultado | Ref.    |
| ---- | ------------------------ | -------------------------------------------------- | ------------------------------ | --------- | ------- |
| 2014 | Billboard Music Awards   | Mejor Álbum Dance/Electrónico                      | Lindsey Stirling               | Nominada  | [ 13 ]  |
| 2015 | Billboard Music Awards   | Mejor Artista Dance/Electrónico                    | Shatter Me                     | Nominada  | [ 140 ] |
| 2015 | Billboard Music Awards   | Mejor Álbum Dance/Electrónico                      | Shatter Me                     | Ganadora  | [ 140 ] |
| 2017 | Billboard Music Awards   | Mejor Álbum Dance/Electrónico                      | Brave Enough                   | Ganadora  | [ 13 ]  |
| 2017 | Billboard Music Awards   | Mejor Artista Dance/Electrónico                    | Lindsey Stirling               | Nominada  | [ 13 ]  |
| 2014 | German Echo Music Awards | Novato Internacional                               | Lindsey Stirling               | Nominada  | [ 141 ] |
| 2014 | German Echo Music Awards | Mejor Acto de Crossover                            | Lindsey Stirling               | Ganadora  | [ 142 ] |
| 2015 | German Echo Music Awards | Mejor Acto de Crossover                            | Shatter Me                     | Ganadora  | [ 143 ] |
| 2014 | Teen Choice Awards       | Estrella Web: Música                               | Shatter Me                     | Nominada  | [ 144 ] |
| 2015 | Teen Choice Awards       | Estrella Web: Música                               | Shatter Me                     | Nominada  | [ 145 ] |
| 2013 | Streamy Awards           | Mejor Coreografía                                  | Lindsey Stirling               | Ganadora  | [ 146 ] |
| 2014 | Streamy Awards           | Mejor Artista Musical                              | Lindsey Stirling               | Ganadora  | [ 147 ] |
| 2015 | Streamy Awards           | Mejor Colaboración                                 | Pentatonix y Lindsey Stirling  | Nominada  | [ 148 ] |
| 2015 | Streamy Awards           | Mejor Canción Original                             | «Take Flight»                  | Nominada  | [ 148 ] |
| 2016 | Streamy Awards           | Mejor Canción Cover                                | «Hallelujah» de Leonard Cohen  | Ganadora  | [ 149 ] |
| 2013 | YouTube Awards           | Respuesta del Año                                  | «Radioactive» (con Pentatonix) | Ganadora  | [ 150 ] |
| 2015 | YouTube Awards           | Artista del Año                                    | Lindsey Stirling               | Ganadora  | [ 151 ] |
| 2016 | Shorty Awards            | Mejor Músico de YouTube                            | Lindsey Stirling               | Ganadora  | [ 152 ] |
| 2019 | Daytime Emmy Awards      | Mejor interpretación musical en un programa diurno | Lindsey Stirling               | Nominada  | [ 153 ] |